# Gmina (mormonizm)

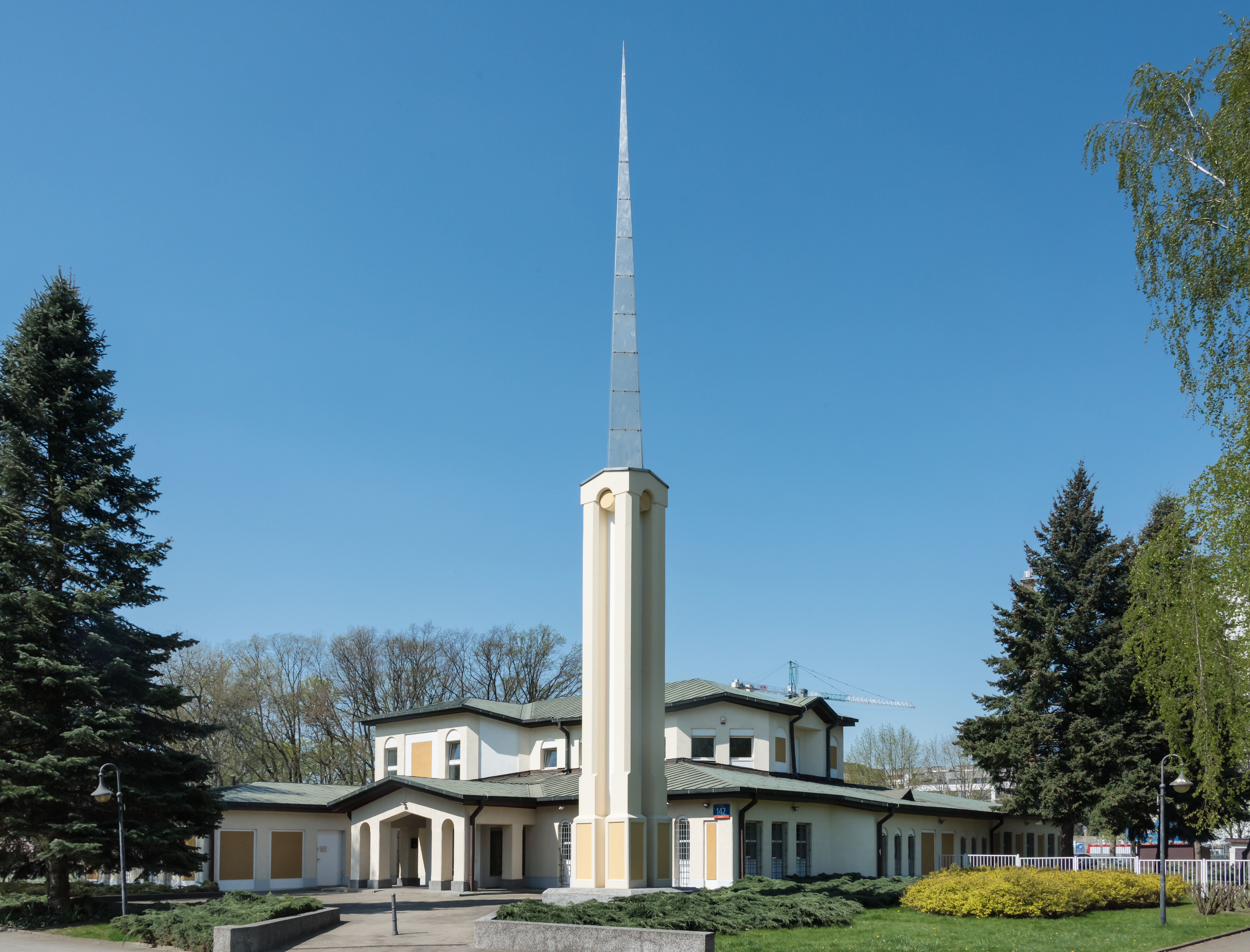
Dom spotkań gminy Kościoła na warszawskiej Woli

Gmina (ang. branch) – w strukturze Kościoła Jezusa Chrystusa Świętych w Dniach Ostatnich najmniejsza kongregacja, w ramach której mogą być skupieni wierni.
Gminy liczą zazwyczaj mniej niż dwustu członków tej wspólnoty religijnej, w każdym przypadku natomiast grupę niewystarczająco dużą czy też stabilną, by utworzyć z niej okręg. W początkowym okresie funkcjonowania Kościoła na określenie wchodzących doń lokalnych gmin używano terminu kościół. Szybko jednak przyjęła się nazwa gmina. Oryginalne, angielskie nazewnictwo odzwierciedla sposób, w jaki były one tworzone, z nawróconymi niosącymi nauki wspólnoty kolejnym, sąsiadującym miejscowościom.
Gmina jest powszechnie występującym typem kongregacji na obszarach z nieznaczną jedynie obecnością Kościoła. Na obszarach misyjnych grupa gmin tworzy dystrykt. Gminy organizowane są także w palikach, szczególnie tam, gdzie liczba wiernych nie pozwala na utworzenie okręgu. Wraz ze zwiększającą się różnorodnością etniczną w społecznościach świętych zaczęto też powoływać do życia gminy zrzeszające użytkowników konkretnego, mniejszościowego na danym obszarze języka, choć ta praktyka przynosiła niekiedy, przynajmniej w Stanach Zjednoczonych, niejednoznaczne rezultaty.
W początkach mormonizmu kierował nią wyższy kapłan bądź przewodniczący starszy. Na czele gminy współcześnie stoi prezydent, wraz ze swoimi dwoma doradcami tworzący jej prezydium. Odpowiada za i wykonuje te same funkcje co biskup w okręgu.
Z uwagi na swój niewielki rozmiar stanowi kluczową jednostkę organizacyjną w międzynarodowej ekspansji Kościoła. Pierwsza gmina w Meksyku utworzona została w 1879, w Argentynie w 1925, w Brazylii w 1928. W innych krajach ze znaczącą obecnością mormonizmu pierwsze gminy zostały utworzone znacznie później. W Urugwaju w 1944, a w Hondurasie w 1953. W Chile i w Peru nastąpiło to w 1956, na Haiti z kolei w 1980.